# Aframomum mala
Aframomum mala är en enhjärtbladig växtart som först beskrevs av Karl Moritz Schumann och Adolf Engler, och fick sitt nu gällande namn av Karl Moritz Schumann. Aframomum mala ingår i släktet Aframomum och familjen Zingiberaceae. Inga underarter finns listade i Catalogue of Life.